# Liga Nacional de hockey sobre patines 1964-65
La Liga Nacional de hockey sobre patines 1964-65 fue la primera edición en formato de liga del campeonato español de hockey sobre patines. Fue organizada por la Real Federación Española de Patinaje.
Se disputó en seis grupos por sistema de liga a doble vuelta, cuatro de ellos propios de la Liga Nacional, en los que competían los mejores clasificados en los campeonatos regionales, agrupados conforme a las regiones históricas de la época. Tres de estos grupos tuvieron ocho participantes y el restante tuvo cuatro. El campeón de cada grupo se clasificaba para la Fase final.
Los dos grupos restantes continuaban siendo las dos primeras divisiones del Campeonato de Cataluña, con catorce equipos cada una, clasificándose para la Fase final los dos primeros clasificados de cada una de ellas.
La Fase final con los ocho equipos clasificados se disputó en el Palacio Municipal de Deportes de Barcelona entre el 30 de abril y el 3 de mayo de 1965.

## Primera fase

### Grupo A:Galicia
| Pos. | Equipo                      | Pts | PJ | PG | PE | PP | GF | GC | DG  |
| ---- | --------------------------- | --- | -- | -- | -- | -- | -- | -- | --- |
| 1    | C.D. Santa Lucía            | 12  | 6  | 6  | 0  | 0  | 40 | 11 | 29  |
| 2    | Imperio O.J.E.              | 6   | 6  | 3  | 0  | 3  | 21 | 29 | -8  |
| 3    | R.C. Deportivo de La Coruña | 4   | 6  | 2  | 0  | 4  | 15 | 19 | -4  |
| 4    | Puenteareas Hockey Club     | 2   | 6  | 1  | 0  | 5  | 13 | 30 | -17 |

### Grupo B:Aragón,Castilla la Nueva,NavarrayVascongadas
| Pos. | Equipo                 | Pts | PJ | PG | PE | PP | GF | GC | DG  |
| ---- | ---------------------- | --- | -- | -- | -- | -- | -- | -- | --- |
| 1    | C.D. Femsa Madrid      | 22  | 14 | 11 | 0  | 3  | 78 | 41 | 37  |
| 2    | C.D. Oberena           | 18  | 14 | 8  | 2  | 4  | 72 | 53 | 19  |
| 3    | Club Pilaristas Madrid | 17  | 14 | 8  | 1  | 5  | 59 | 48 | 11  |
| 4    | Stadium Casablanca     | 14  | 14 | 7  | 0  | 7  | 50 | 68 | -18 |
| 5    | El Abra Bilbao         | 12  | 14 | 6  | 1  | 7  | 62 | 53 | 9   |
| 6    | S.D.C. San Antonio     | 11  | 14 | 6  | 0  | 8  | 77 | 78 | -1  |
| 7    | Centro Natación Helios | 8   | 14 | 4  | 0  | 10 | 48 | 70 | -22 |
| 8    | Real Club Jolaseta     | 8   | 14 | 3  | 2  | 9  | 40 | 75 | -35 |

### Grupo C:Asturias,Castilla la ViejayRegión de León
| Pos. | Equipo                    | Pts | PJ | PG | PE | PP | GF  | GC  | DG   |
| ---- | ------------------------- | --- | -- | -- | -- | -- | --- | --- | ---- |
| 1    | Club Patín Cibeles        | 23  | 14 | 11 | 1  | 2  | 86  | 12  | 74   |
| 2    | Club Patín Mieres         | 23  | 14 | 11 | 1  | 2  | 108 | 18  | 90   |
| 3    | C.D. Sniace Torrelavega   | 22  | 14 | 11 | 0  | 3  | 99  | 29  | 70   |
| 4    | Vanguard Salamanca        | 15  | 14 | 7  | 1  | 6  | 88  | 49  | 39   |
| 5    | Unión Deportiva Salamanca | 15  | 14 | 7  | 1  | 6  | 38  | 42  | -4   |
| 6    | Gerposa H.C. Santander    | 7   | 14 | 3  | 1  | 10 | 30  | 99  | -69  |
| 7    | C.D. San Juan Valladolid  | 6   | 14 | 3  | 0  | 11 | 34  | 89  | -55  |
| 8    | C.U. Luises Valladolid    | 1   | 14 | 0  | 1  | 13 | 21  | 148 | -127 |

### Grupo D:Andalucía,Región de MurciayRegión Valenciana
| Pos. | Equipo                   | Pts | PJ | PG | PE | PP | GF | GC | DG |
| ---- | ------------------------ | --- | -- | -- | -- | -- | -- | -- | -- |
| 1    | Club Atlético Montemar   | 24  | 14 | 11 | 2  | 1  |    |    |    |
| 2    | Agustinos Valencia       | 21  | 14 | 9  | 3  | 2  |    |    |    |
| 3    | Patín Alcodiam Salesiano | 18  | 14 | 8  | 2  | 4  |    |    |    |
| 4    | Real Murcia C.F.         | 12  | 14 | 5  | 2  | 6  |    |    |    |
| 5    | C. San Miguel Valencia   | 12  | 14 | 5  | 2  | 6  |    |    |    |
| 6    | Club Náutico Sevilla     | 10  | 14 | 5  | 0  | 9  |    |    |    |
| 7    | Club Patín Claret        | 8   | 14 | 3  | 2  | 9  |    |    |    |
| 8    | SEU Murcia               | 5   | 14 | 2  | 1  | 11 |    |    |    |

### Campeonato de Cataluña de Primera División
| Pos. | Equipo                            | Pts | PJ | PG | PE | PP | GF  | GC  | DG  |
| ---- | --------------------------------- | --- | -- | -- | -- | -- | --- | --- | --- |
| 1    | CP Voltregà                       | 41  | 26 | 19 | 3  | 4  | 122 | 55  | 67  |
| 2    | Reus Deportiu                     | 40  | 26 | 18 | 4  | 4  | 89  | 51  | 38  |
| 3    | CP Vilanova                       | 32  | 26 | 10 | 12 | 4  | 72  | 39  | 33  |
| 4    | U.D. Coma Cros Salt               | 32  | 26 | 14 | 4  | 8  | 87  | 69  | 18  |
| 5    | Fútbol Club Barcelona             | 32  | 26 | 13 | 6  | 7  | 67  | 61  | 6   |
| 6    | Real Club Deportivo Español       | 29  | 26 | 12 | 5  | 9  | 75  | 54  | 21  |
| 7    | Club Esportiu Laietà              | 28  | 26 | 11 | 6  | 9  | 64  | 53  | 11  |
| 8    | Club Patín Calafell               | 25  | 26 | 10 | 5  | 11 | 53  | 76  | -23 |
| 9    | A.A. Noia                         | 24  | 26 | 10 | 4  | 12 | 71  | 93  | -22 |
| 10   | C.F. Arrahona Sabadell            | 22  | 26 | 9  | 4  | 13 | 58  | 71  | -13 |
| 11   | Club d'Esports Vendrell           | 20  | 26 | 9  | 2  | 15 | 52  | 61  | -9  |
| 12   | Club Esportiu Lleida Llista Blava | 16  | 26 | 6  | 4  | 16 | 39  | 73  | -34 |
| 13   | Club Tennis Barcino               | 13  | 26 | 5  | 3  | 18 | 54  | 85  | -31 |
| 14   | G.D. SEAT Barcelona               | 10  | 26 | 2  | 6  | 18 | 49  | 105 | -56 |

### Campeonato de Cataluña de Segunda División
| Pos. | Equipo                   | Pts | PJ | PG | PE | PP | GF | GC | DG |
| ---- | ------------------------ | --- | -- | -- | -- | -- | -- | -- | -- |
| 1    | Inriva San Hipólito      |     |    |    |    |    |    |    |    |
| 2    | Club d'Hoquei Cerdanyola |     |    |    |    |    |    |    |    |
| 3    | Club Natació Reus Ploms  |     |    |    |    |    |    |    |    |

## Fase final
- Final:  Club Patí Voltregà 3 -  Reus Deportiu 0
- 3º y 4º puesto:  Inriva San Hipólito 5 -  CH Cerdanyola 2
- 5º y 6º puesto:  C.D. Femsa Madrid 6-  Club Atlético Montemar 0
- 7º y 8º puesto:  Club Patín Cibeles 6-  C.D. Santa Lucía 1